# 荒野 (1961年のテレビドラマ)
『荒野』（こうや）は、1961年11月2日に日本テレビ系列局で放送された、日本のテレビドラマである。カラー放送。第16回芸術祭参加作品。
以下の文は、読売新聞 1962年11月2日付朝刊5ページのテレビ欄での番組表及び当番組記事、同年11月8日付朝刊5ページ テレビ欄「テレビ週評」記事、及び同年11月14日付朝刊6ページ テレビ欄「カラー・テレビ評」（何れも読売新聞「ヨミダス歴史館」にて閲覧）を基に記載したものである。

## 概要
日本テレビが1961年に制作したテレビドラマで、11月2日の21:45 - 22:55に放送。この年(第16回)の芸術祭参加作品ということで、単発特別枠での放送。
盲目の夫と不具の妻が北海道の荒野に入植し、あらゆる困難と戦いながら開拓に成功したという、実際にあった10年間の物語を素材にしてドラマ化。この制作にあたり、作家の難千造を始めとする担当スタッフは、約10日間に渡り、札幌市郊外の白石村と泥炭地である江別市篠津（石狩川下流）一帯を訪れて取材した上で脚本等を制作し、日本テレビのスタジオでカラースタジオカメラで撮影・カラーVTR収録を行った。
製作に当たっては、当時のテレビの限界に挑むため、ドラマの舞台である北海道の荒野を、当時日本テレビが番組収録に使っていた403㎡の面積を持つカラーテレビスタジオのみで表現する為に、同スタジオにトラック6台分もの土を運び込んで、畑と流れを作り、風雨と洪水まで出すという手間をかけ、泥炭地の無気味な赤土が黒々とした沃土に変わりゆく変化を色彩のテーマに、作物の緑、吹雪にともるランプ等の色彩を点景として、カラーで描きだしている。

## 登場人物
全て、放送当日の読売新聞朝刊の当番組紹介記事に記載。
- 佐藤六道：田口計
- 佐藤くに代：大塚道子
- 佐藤太郎：長谷川敏(5歳時)、秋山茂(12歳時)、坂下登(15歳時)
- 佐藤はな江：富口美恵子(5歳時)、川村実保子(10歳時)
- 佐藤次郎：島一男
- 黒木平太：佐分利信
- 黒木くめ：荒木道子
- 黒木守男：梅津栄
- 山口先生：谷口香
- 村役場の係長：勝田久
- 村長：黒木三郎
- 村会議長：北見浩一
- 農夫：志賀一平、沢井三郎、石田守衛
- 測量係員：小野雅樹
- 医師：武石昇
- 看護師：三輪幸子
- 配達員：川部修詩

## スタッフ
全て、放送当日の読売新聞朝刊の当番組紹介記事に記載。
- 作：難千造
- 美術：河野国夫
- 技術：橋倉利明
- 照明：片桐隆之
- 演出：松本尚彦

## カラービデオテープで残された希少かつ貴重な映像資料
このドラマは、当時放送用として唯一のVTRフォーマットだった2インチのカラーVTR（収録時はローバンド方式）を使用して収録された。当時の2インチのビデオテープは余りにも高価であり、尚且つ使いまわしが効くので、放送済みのテープは原則として映像を上書き消去した後、他の番組の収録のために再利用するのが普通で、余程重要でない限りは、ビデオテープで保存することはなかった。その中で当ドラマはその当時に於いて、2インチのビデオテープで保存された非常に数少ない番組の1つであり、1978年10月5日放送の「木曜スペシャル『力道山からピンク・レディーまで テレビ25年総集編』の中でも僅かだが一部分が放送された。
特に日本テレビが日本初のカラーVTRを1959年10月23日に米RCA社から購入し。、同年12月3日からそのスタジオ収録に於いての稼働を日本で初めて開始してから、翌年9月10日のカラー本放送を経て、1964年10月10日に東京オリンピックが開催する以前までの期間の日本でのカラービデオテープでの映像保存はほとんど例がなく、当番組以外では、NHKカラー本放送開始特番『京鹿小娘道成寺』(番組全編 1960年9月10日放送)と日本テレビの『シャボン玉ホリデー』の1964年8月23日放送の169回「楽器で遊ぼうピーナッツ」の冒頭から最初のCMに入る前までの2分25秒分程度しかない。そういう意味では、当時のカラーテレビの放送技術の水準を正確に知る上では、非常に希少かつ貴重な映像資料である。